# Assioma della coppia
Nella teoria degli insiemi l'assioma della coppia è uno degli assiomi della teoria degli insiemi di Zermelo-Fraenkel.
Nel linguaggio formale degli assiomi di Zermelo-Frankel, l'assioma si scrive:
{\displaystyle \forall A,\forall B,\exists C,\forall D:D\in C\iff (D=A\lor D=B)}
oppure a parole:
Dato un generico insieme A e dato un generico insieme B, esiste un insieme C tale che, dato un generico insieme D, D è un elemento di C se e solo se D è uguale ad A o D è uguale a B.
Quello che l'assioma in pratica sta dicendo è che, dati due insiemi A e B, possiamo trovare un insieme C i cui elementi sono esattamente A e B.
Possiamo usare l'assioma di estensionalità per mostrare che questo insieme C è unico.
Chiamiamo questo insieme coppia di A e B, e lo indichiamo con {A,B}.
Quindi l'essenza dell'assioma è:
Per ogni gruppo di due insiemi abbiamo una coppia.
{A,A} è abbreviato in {A}, ed è definito come il singoletto che contiene A.
Si noti che un singoletto è un caso particolare di una coppia.
L'assioma della coppia permette anche la definizione delle coppie ordinate. Per ogni insieme {\displaystyle a} e {\displaystyle b}, la coppia ordinata è definita come segue:
{\displaystyle (a,b)=\{\{a\},\{a,b\}\}.}
Si osservi che questa definizione soddisfa la definizione
{\displaystyle (a,b)=(c,d)\iff a=c\land b=d.}
Le n-tuple possono essere definite ricorsivamente come segue:
{\displaystyle (a_{1},\ldots ,a_{n})=((a_{1},\ldots ,a_{n-1}),a_{n}).}
L'assioma della coppia è generalmente considerato non controverso, e appare in questa forma o in una forma equivalente in quasi tutte le assiomatizzazioni alternative della teoria degli insiemi.
Tuttavia, nella formulazione standard della teoria degli insiemi di Zermelo-Fraenkel, l'assioma della coppia segue dall'assioma dell'insieme potenza e dallo schema di rimpiazzamento, quindi talvolta è omesso.

## Generalizzazione
Assieme all'assioma dell'insieme vuoto, l'assioma della coppia può essere generalizzato nella seguente affermazione:
{\displaystyle \forall A_{1},\ldots ,\forall A_{n},\exists C,\forall D:D\in C\iff (D=A_{1}\lor \cdots \lor D=A_{n})}
cioè:
Dato un qualsiasi numero finito di insiemi A1, ..., An, esiste un insieme C i cui elementi sono esattamente A1, ..., An.
Questo insieme C è ancora unico per l'assioma di estensionalità, ed è indicato con {A1...,An}.
Naturalmente, non possiamo riferirci a un numero finito di insiemi rigorosamente senza avere fra le mani un insieme (finito) al quale gli insiemi in questione appartengono.
Quindi questa non è una singola affermazione, ma invece uno schema, con un'affermazione separata per ogni numero naturale n.
- Il caso n = 1 è l'assioma della coppia con A = A1 e B = A1.
- Il caso n = 2 è l'assioma della coppia con A = A1 e B = A2.
- I casi n > 2 possono essere dimostrati usando l'assioma della coppia e l'assioma dell'unione più volte.

Ad esempio, per provare il caso n = 3, si usa l'assioma della coppia tre volte, per produrre la coppia {A1,A2}, il singoletto {A3}, e infine la coppia {{A1,A2},{A3}}.
L'assioma dell'unione quindi produce il risultato desiderato, {A1,A2,A3}. Possiamo estendere questo schema per includere n=0 se interpretiamo questo caso come l'assioma dell'insieme vuoto.
Quindi, si può usare questo schema come schema di assiomi al posto degli assiomi dell'insieme vuoto e della coppia. In genere, comunque, si usano gli assiomi dell'insieme vuoto e della coppia separatamente, e poi si prova questo come schema di teoremi. Si noti che l'adozione di questo schema di assiomi non sostituisce l'assioma dell'unione, che si mostra necessario in altre situazioni.